# Вінницький Благовіщенський монастир
Вінницький Благовіщенський монастир — православна жіноча обитель гуртожитнього типу, що існувала на території м. Вінниці впродовж 210-річного терміну. Передвісниця Браїлівського Свято-Троїцького жіночого монастиря.

## Історія монастиря
Середина XVII століття для Вінниці охарактеризувалась неабияким розвитком, при чому одночасно у кількох напрямках. Основним поштовхом до цього послугувало переведення сюди у 1598 році центру Брацлавського воєводства разом з усім установами. Такий хід історії обумовився перш за все економічним зростанням. Місто володіло привілеями безмитної торгівлі по території всієї польсько-литовської держави. Це в свою чергу обумовило активний розвиток, зокрема розпочалась забудова правого берегу. У 1640 році Вінниця отримала Магдебургське право, що набагато виразніше підкреслило її суспільно-політичний статус.
У 1610 році брацлавський староста Валентій Александр Калиновський пожертвував 30 000 злотих та два села для монастиря єзуїтів, котрий розмістився на території сучасного обласного архіву. Маючи неабияку підтримку зі сторони влади та шляхти, католики за короткий термін облаштували два монастирі, а у 1642 році при єзуїтському відкрили колегіум та конвікт.
У свою чергу православне населення Вінниці в особі брацлавського підсудка Михайла Сигизмундовича Кропивницького знайшло справжнього мецената та поборника віри. Спочатку за його ініціативи у 1616 році тут було засновано Вознесенський монастир, при якому у 1632 році святитель Петро (Могила) відкрив братський колегіум, а у 1635-му Михайло Сигизмундович з дозволу польського короля Владислава IV відкрив тут жіночий Благовіщенський монастир.

Надаючи дозвіл на заснування обителі у своїй грамоті від 2 квітня 1635 року, король Владислав написав наступне: 
«Оскільки усіляка допомога отримується від Бога, Котрий є Верховним Розпорядником усього, то ми, увінчавшись короною, здійснили і завжди маємо перше і найбільше старання про збільшення і розповсюдження слави Його Святої Величності в наших володіннях. Тому, заради наполегливого прохання, поданого нам підсудком брацлавським, нашим секретарем, уродженим Михайлом Кропивницьким, ми дозволили, як і справжньою цією грамотою дозволяємо і даємо йому (Кропивницькому) наш письмовий дозвіл, аби вищезгаданий підсудок брацлавський, наш секретар, уроджений Кропивницький міг заснувати, забезпечити на власній, купленій в уродженого Станіслава Чернієвського і дружини його, для цієї цілі, площі жіночого руського сповідання базиліанський монастир в місті нашому Вінниці і при ньому збудувати церкву Благовіщення Пресвятої Богородиці. Якщо які-небудь дівиці забажають вступити в цей монастир, то в відношенні тимчасових володінь, наданих уродженим Михайлом Кропивницьким, підсудком брацлавським, їх фундатором, вони повинні погодитись з його встановленням, і, притримуючись древнього уставу св. Василія, повинні все робити на користь монастиря і всієї своєї общини, нічого не залишаючи особистого для себе. Після смерті однієї повинні обирати старшу самі із свого середовища. (Дається все це при такій умові) однак, щоби при заснуванні цього братства і школи, будівлі і дзвіниці, не спричиняли нічим шкоди розташованому поблизу — на супротив католицькому костелу».
Згідно з фундушевим записом Михайла Кропивницького, виданим 6 січня 1639 року за сприянням монахині Ангеліки і затвердженим Вавринцем Стефаном на Маловшизні Каменським, намісником староства і регентом ґродським вінницьким у Вінницькому Гродському замку, ми дізнаємось, що очевидно першою намісницею обителі могла бути Євпраксія Станішевська, яка значиться в цьому документі, як «монастиря Вінницького привелебних сестер ігуменья». Відповідно до цього запису монастир отримував у свої володіння ставок, який називався Кайдашевським і знаходився в маєтку Залісного Комарова, або ж села Латанці (нині північна частина с. Тростянець). Окрім цього Кропивницький давав зобов'язання щорічно в День пам'яті святого архангела Михаїла (8 листопада) сплачувати 300 злотих. Того ж дня він дав по-життєве право користування цим маєтком своїй дружині Анні Головинській із зобов'язанням щорічно сплачувати з нього вказану суму. Після смерті в 1640 році Михайла Кропивницького монастир вступив у володіння вищенаведеним ставком.
У 1642 році Петро і Агнешка Білоусові подарували монастирю ставок, котрий знаходився в урочищі річки Вінничка (притоці Південного Бугу), поблизу маєтку Следзієвського і пізніше отримав однойменну назву. Цей ставок був куплений подружжям у 1638 році в якоїсь Гапки вдови Василевой, мешканки Вінницької. В слід за Білоусовими вінницькі міщани у 1642 році подарували монастиреві сінокіс, котрий знаходився поряд з Следзієвським ставком і мав таку ж саму назву. В переступному записі від 20 травня 1642 року було записано наступне: «я Парфен Омельянович, міста Його Королівської Величності Вінниці війт, і ми Тимко Таненко, Семен Самченкович, Андрій Бузениченко, Михайло Сироватка, Іван Бузениченко, Іван Гладкий — бургомістри і вінницьких міщан уряд, порадившись зі всією спільнотою міста Вінниці і беручи до уваги право, дане паном Яном із Одриволя Одривольським, старостою нашим Вінницьким, даємо Вінницькому монастирю цей сінокіс, який іменується Следзієвським, з тим, щоби він навічно належав монастирю».
У 1863 році священик-краєзнавець Михайло Орловський, посилаючись на документ 1635 року припускав, що саме з часу заснування монастиря при ньому почала діяти Православна Слов'янська типографія. Спростувати, чи заперечити дану гіпотезу важко, але варто зауважити той факт, що з самого початку свого існування обитель володіла значними статками і поправу могла займати чільне місце в тодішньому соціальному середовищі міста. Також згідно передання сам Михайло Кропивницький подарував обителі древній список ікони Богородиці, який нині іменується Браїлово-Ченстоховською і знаходиться у Свято-Троїцькому монастирі м. Браїлів.

## Унійний період
Починаючи з кінця XVII століття, Свято-Благовіщенський монастир, як і інші обителі Поділля почав зазнавати утисків з боку польської влади та фактично усе наступне XVIII століття перебував під владою греко-католиків. Вже у 1723 році монастирський храм було освячено греко-католицьким єпископом Афанасієм Шептицьким.
Після того, як колишні маєтки Михайла Кропивницького перейшли у руки інших людей монастир почав занепадати. Спочатку граф Горохольский, котрий заволодів маєтком у селі Латанка з 1769 року перестав сплачувати щорічний внесок 300 злотих, а пізніше відібрав у обителі Кайдашевський ставок. Подібні випадки були непоодинокими і через це монастир настільки зубожів, що у 1780 його залишили монахині. Того ж року Вінницькому декану Іоанну Романовичу було видано інструкцію, за якою він мав зробити наступне: «1) детально описати церкву і монастир з усіма будівлями, церковним майно, а також келії, всередині будівель та ззовні, сам опис внести в деканські акти; 2) здати на винайм як житло монастирські приміщення надійним людям і отриманий від них дохід використати на перебудову храму та монастиря; 3) прийняти звіт, під присягою, від монастирського каплана про які б там не було доходи, а у випадку непорозумінь, чи незрозумілості звіту, провести розслідування на місці; 4) зробити інвентар кріпаків (які належали монастирю авт.прим.), щоб він належав монастирю, а доходи, отримані від нього використати на ремонт храму та монастиря і 5) про всі свої дії донести у письмовому вигляді».
Щоправда, через 6 років сюди знову повернулись черниці. Згідно з актом від 8 червня 1786 року, записаним у селі Зозові «Благочестиві дівиці ордена св. Василія Великого Іоанна Завадовська, Інокентія Завадовська, Маргарита Завадовська і Антоніна Петровська» були введені у володіння Вінницького монастиря.
Згідно з візитою, складеною приблизно у 1796 році, монастир мав такий вигляд: у ньому розміщувалась трикупольна дерев'яна (дубова) церква, освячена Афанасієм Шептицьким у 1723 році, яка розташовувалась на горі неподалік річки Південний Буг. Поряд з нею стояла дзвіниця, на якій знаходилось два дзвони різної ваги, а третій висів на передній стороні храму. Монастирські приміщення були вкриті ґонтою і складались із 12 келій, трапезної і кухні. З однієї сторони монастир був оточений частоколом, а з іншої плотом. Окрім цього на території обителі розташовувався будинок настоятеля, господарські будівлі, город та юридика, де розміщувалось близько десяти хат селян.
У цей час ігуменею монастиря була Євгенія Завадовська. Разом з нею тут трудились три монахині: Інокентія Завадовська, Маргарита Завадовська і Антоніна Петровська. Настоятелем храму був Матей Добровольський. Згідно опису йому було 56 років, рукопокладений єпископом у Молдавії, та реконсильваний у Варшаві в 1772 році. Очевидно його спочатку хіротонісав православний архієрей, оскільки на той час досить частими були випадки коли православні віруючі не бажаючи приймати греко-католицизм відправлялись до Молодавії, де приймали постриг і свячення у православних ієрархів. Але як видно з документу, сам священик пізніше перейшов в унію і своє служіння при монастирі розпочав у 30 липня 1774 року. При ньому також жила дружина та син Афтаназій 18-річного віку.
Мешканцями юридики були такі селяни: Пяценте Шваловіч, Йозеф Чорний, Федько Довгалюк, Іван Ткальський. Як писав хроніст, це були «люди, яким можна довіряти, побожні і які допомагають сестрам Базиліянкам. Їх питали з приводу життя сестер Базиліянок, особливо заслужили повагу Євгенія та Інокентія, а потім Антоніна Петровська і Магдалена, які вели своє життя згідно зі своїм покликанням в убогому конвенті Вінницького монастиря, згідно з покликанням проводячи і не пропускаючи служби у відповідний час і про маєтність монастиря старанно дбаючи». Заробляли черниці від продажу рукодільних виробів, пожертвувань від меценатів та кишенькових зборів.

## Возз'єднання з православ'ям
Після входження Поділля до складу Російської імперії, яке відбулось 1793 року, Вінницький Благовіщенський монастир у 1795 році був возз'єднаний з православ'ям та зарахований по штату до другокласного монастиря. Щоправда незадовго до цього сюди приходив православний священик Ілля Голоскевич, котрий вигнав з обителі Євгенію Завадовську, після чого остання оселилась у Рожецькому монастирі. Тому першою православною намісницею обителі, після повернення у лоно Церкви, стала ігуменя Палладія. Вона керувала монастирем до 1798 року, після чого попросилась на спокій у Чигиринський монастир, звідки й була приведена, але єпископ Іоаннікій (Никифорович-Полонський) просив її залишитись на певний час і взяти собі помічницею монахиню Олену.
Того ж року намісницею монастиря було призначено ігуменю Віру, яка мала дворянське коріння. Вона була пострижена у рясофор в 1776 році в Київському Богословському монастирі архімандритом Тарасієм, а в 1786-му архімандритом Амфілохієм в мантію. З 1766 по 1790 рік черниця несла клиросний послух у Богоявленському монастирі, після чого митрополитом Самуїлом (Миславським) переведена у Флорівський монастир і звідти у 1798 році призначена настоятельницею Вінницької обителі. Ігуменя Віра керувала монастирем до 1814 року, після чого, до 1832 року, обитель не мала намісниць, а нею керували скарбники: Серафима (1815—1821), Антонія (1822—1825), Досифея (1826—1827), Поліксенія (1828—1832).
З поверненням у православ'я матеріальний стан обителі покращився. Згідно свого штату монастир отримував 701 рубль, 80 копійок, а після прибавки, зробленої імператором Павлом І, його річний бюджет сягав близько 1200 рублів.
Після закриття Рожецького монастиря, яке відбулось наприкінці XVIII, деякі речі та особливо шанована Рожецька ікона також переїхали до Благовіщенської обителі. У 1799 році з імператорської волі монастирю було пожертвувано монастирське начиння. Але навіть такий стан справ не покращив дійсну картину життя. Наприклад, насельницям не вистачало грошей на загальну трапезу. Ігуменя Віра на початку 1800 року клопотала перед консисторією, аби їм виділили якісь кошти. Не рятувало положення навіть те, що обитель мала 8 чоловік, приписаних до неї, котрі мали б трудитись на покращення її матеріального стану. Навпаки, частину з них забрали у військо, інші стали каліками, а дехто й зовсім сюди не являвся.
Втім, не зважаючи на матеріальну скруту Благовіщенський монастир славився своїм духовним багатством. Сюди навіть присилали для виправлення черниць з інших монастирів, котрі у чомусь могли провинитися. Більше того, за постановою суду сюди неодноразово на єпитимію направлялись мирські жінки.
Характеризуючи кількісний склад монастиря на той період можна сказати, що кількість насельниць коливалась від 8 до 20. До прикладу, на кінець XVIII століття в обителі проживали 15 монахинь, окрім цього 3 заштатних та 5 послушниць. За своїм національним складом вони поділялись наступним чином: 8 — польської нації, 8 росіянок, 4 українки, з них 17 посполитних, із шляхти 5, по одній із купців та міщанства. Грамотних із загальної кількості 15, що по тодішнім міркам було досить високо. Чимало з них прийняли постриг у Молдавії від православних ієрархів, не бажаючи приймати унію.
У період 1814—1821 років кількість черниць зменшувалась до 8—9, з 1822 років збільшилась до 15, а з приходом ігумені Анфіси в 30-х до 20.
Приблизно в 1832 році архієпископом Подільським Кирилом (Платоновим-Богословським) із Чигиринського монастиря у Вінницю була викликана нова ігуменя Анфіса. Завдяки трудам матінки на території монастиря було збудовано будинок з ігуменськими келіями, корпус для сестер, будівлі якого збереглись і донині, а також планувалось побудувати нову церкву. Вона виграла судовий позов із графом Грохольским, відсудивши у нього 15 тисяч, які склали основу капіталу обителі, та повернула у володіння колись подаровані Михайлом Кропивницьким володіння в с. Латанці.
У 1842 році Вінницький монастир був зарахований до першокласних монастирів.

## Чудесні зцілення перед іконою Богородиці
Згідно передання, при заснуванні Благовіщенського монастиря його фундатор — Михайло Кропивницький — подарував сестрам на згадку список ікони Божої Матері, який нині іменується Браїлово-Ченстоховською іконою. Святиня написана на полотні й наклеєна на кипарисну дошку.
Шанування цієї ікони має давню історію і благоговійне відношення монахинь та вінничан до неї характеризував той факт, що не зважаючи на вбогість Благовіщенської церкви, ікона стояла на видному місці й була оздоблена срібними прикрасами. Пізніше на неї поклали вишиту срібло-золоту ризу.
Відомі два випадки зцілень по молитвах перед цією святинею, які відбулись саме у Вінниці.
В 1825 році ігуменю Анфісу спіткала глухота. Якось уві сні їй було сказано щиросердно помолитися перед образом, після чого відбудеться зцілення. Вранці намісниця попросила відслужити молебень перед іконою, після чого знову почала чути.
Іще один випадок зцілення трапився 1832 року. Один священик приніс до монастиря свого сина, котрий осліп від віспи. Коли ж панотець почав служити молебень, хлопчик прозрів і почав захоплено розповідати про своє зцілення.

## Перенесення обителі до Браїлова
У 1845 році за ініціативи Подільського архієпископа Арсенія (Москвіна) та при ігумені Таїсії монастир перевели з Вінниці до містечка Браїлова, в приміщення колишнього католицького монастиря ордену тринітаріїв.
30 вересня 1845 року, після останньої Божественної літургії, монахині разом з ігуменею та богомольцями, взявши з собою усі місцевошановані святині, вирушили хресною ходою до Браїлова. Наступного дня біля стін обителі їх зустрічав архієпископ Арсеній, котрий спочатку вклонився Браїлово-Ченстоховській іконі, перед якою одразу ж відслужили молебень. За тим хода увійшла до центрального храму, де розпочалась святкова Літургія.
Після переходу монастиря до Браїлова, дерев'яну церкву, яка стояла у Вінниці розібрали та в 1850 році перенесли до с. Зарванців. Там вона почала діяти з 1853 року і була освячена на честь святої Параскеви. Слід зауважити, що архітектурна форма храму дещо була змінена. На жаль сама церква проіснувала до 60-х років минулого століття і зникла через пожежу.
Монастирська територія, що залишилась у Вінниці, діяла у статусі подвір'я обителі. Частина її будівель здавалась в оренду міщанам, а в одному з корпусів існували архієрейські покої, де зупинялись подільські владики під час відвідин міста.
На початку XX століття ігуменя Мелітина почала тут будівництво храму, проект якого виконав Григорій Артинов. На жаль, подальша доля цього документу залишається поки невідомою.

## Відновлення
У 2021 році за ініціативи митрополита Вінницького і Барського Симеона Благовіщенський жіночий монастир у Вінниці був відроджений.
На засіданні Священного Синоду Української Православної Церкви (Православної Церкви України), яке відбулося у Києві 24 травня 2021 року під головуванням Блаженнійшого Митрополита Київського і всієї України Епіфанія, було ухвалено рішення про відкриття жіночого монастиря у Вінницько-Барській єпархії. У Постанові №5 Священного Синоду написано наступне: «На прохання Преосвященного Симеона, митрополита Вінницького і Барського, Священний Синод Української Православної Церкви (Православної Церкви України) постановляє: Утворити у складі Вінницько-Барської єпархії Української Православної Церкви (Православної Церкви України) релігійну організацію «Жіночий монастир на честь Благовіщення Пресвятої Богородиці Вінницько-Барської єпархії Української Православної Церкви (Православної Церкви України)» за адресою м. Вінниця, вул. Магістратська, 162. Затвердити Статут релігійної організації «Жіночий монастир на честь Благовіщення Пресвятої Богородиці Вінницько-Барської єпархії Української Православної Церкви (Православної Церкви України)». Настоятелькою (ігуменею) монастиря рішенням Синоду (Розпорядження №4) затверджено монахиню Єлікониду (в миру – Воєводу Олену Василівну).